# Піппа Фаннелл
Піппа Фаннелл  (англ. Pippa Funnell, 7 жовтня 1968) — британська вершниця, олімпійська медалістка.

## Виступи на Олімпіадах
| Олімпіада   | Дисципліна           | Місце |
| ----------- | -------------------- | ----- |
| Сідней 2000 | триборство, командні | 2     |
| Афіни 2004  | триборство, особисті | 3     |
| Афіни 2004  | триборство, командні | 2     |

## Зовнішні посилання
- Досьє на sport.references.com